# John Langeloth Loeb Jr.
Pour les articles homonymes, voir Loeb.
John Langeloth Loeb Jr., né le 2 mai 1930 à Manhattan (New York), est un homme d'affaires américain philanthrope qui a été ambassadeur des États-Unis.

## Biographie
John Langeloth Loeb Jr. a été ambassadeur des États-Unis au Danemark, délégué aux Nations unies en 1984 et avocat internationalement reconnu pour son combat pour la liberté religieuse et la séparation de l'Église et de l'État.